# Battaglia di Bibracte
La battaglia di Bibracte (combattuta 25 km a sud di questa importante città degli Edui) costituisce il primo importante scontro tra Gaio Giulio Cesare e le popolazioni celtiche degli Elvezi. Cesare riuscì, come in altre occasioni, a battere un esercito nettamente superiore al suo, e questo gli diede anche il pretesto per cominciare la conquista della Gallia.

## Contesto storico
Il sud della Gallia era già da circa 70 anni sotto il dominio romano (Gallia Narbonense), quando Cesare ne divenne il suo governatore. Il condottiero romano era interessato ad ampliare i confini di Roma (ma soprattutto il suo prestigio) e per questo non si fece scappare l'occasione offertagli dalla migrazione degli Elvezi.
Questi ultimi occupavano il territorio dell'attuale Svizzera, ma nel 58 a.C. decisero di migrare in massa, perché pressati dai vicini Germani (al di là di Danubio e Reno, e dalla recente invasione delle popolazioni suebe guidate da Ariovisto). Bruciarono così tutti i loro villaggi e si misero in marcia verso le terre dei Santoni, nella parte sud-occidentale della Gallia.
Il percorso che avevano stabilito avrebbe dovuto transitare in territorio romano, nelle terre degli Allobrogi. Gli Elvezi chiesero il permesso di attraversare il territorio romano, ma ottennero un netto rifiuto dopo aver atteso una risposta dal proconsole, Cesare, per due settimane sulle rive del fiume Rodano di fronte a Ginevra (era il 13 aprile). Cesare temeva che, una volta attraversato il territorio romano, potessero lasciarsi andare ad azioni di saccheggio. Gli Elvezi furono, così costretti a chiedere il permesso di passaggio ai vicini Sequani che, grazie all'intercessione dell'eduo Dumnorige, accettarono.
A quel punto Cesare (che disponeva solo di una legione), avrebbe potuto disinteressarsi della vicenda, ma cercava solo il pretesto per intervenire in Gallia. Tornò nella vicina provincia della Gallia cisalpina, dove recuperò le tre legioni di stanza ad Aquileia, ed arruolate altre due nuove legioni (la XI e XII), tornò in Gallia a marce forzate.
Finalmente ricevette la richiesta d'aiuto, che aspettava per poter intervenire. Gli Edui, popolo amico ed alleato del popolo romano, chiesero l'intervento armato romano a causa dei continui saccheggi compiuti dagli Elvezi al loro passaggio nei loro territori. Cesare aveva ora, il pretesto, per poterli attaccare in modo legale ed ineccepibile anche agli occhi del Senato romano.
Mosse così verso il fiume Saona. Qui i tre quarti dell'esercito nemico avevano già guadato il fiume (erano lì già da tre settimane a compiere l'operazione), eccezion fatta per i Tigurini.
Colti totalmente alla sprovvista non ebbero alcuna possibilità di difesa e il tutto si risolse in una carneficina (almeno 90 000 uccisi tra soldati e civili). Cesare, una volta costruito un ponte sul fiume, ricevette un'ambasciata da parte degli Elvezi. Nessun accordo fu però raggiunto, tanto che Cesare fu costretto ad inseguire gli Elvezi nelle terre degli Edui. E dopo un paio di nuovi piccoli scontri, anche tra le rispettive cavallerie, arrivò il giorno dello scontro campale.

## La battaglia

### Preludio
Cesare distava non più di 18 miglia (27 km circa) da Bibracte, la città più grande e ricca degli alleati Edui. Decise di abbandonare per il momento l'inseguimento degli Elvezi, recandosi nella vicina città edua per approvvigionarsi. La qual cosa fu annunciata al nemico dagli schiavi fuggiti a Lucio Emilio, decurione dei cavalieri galli. Gli Elvezi potrebbero anche aver considerato questo cambio di direzione da parte di Cesare forse come un gesto di debolezza, ma confidavano di poter impedire il vettovagliamento dell'armata romana. Decisero, così, di effettuare una conversione di marcia e presero, essi stessi ad inseguire ed a provocare la retroguardia dei Romani.

### Prima fase
Quando si accorse di essere inseguito, Cesare decise di ritirare le sue truppe sopra un colle lì vicino, inviando contro gli Elvezi alcuni reparti di cavalleria ausiliaria e di alleati Edui per distrarre il nemico, al fine di poter schierare le truppe al meglio in vista della battaglia.
(Cesare, De bello Gallico, I, 24.)
Cesare continua nella sua descrizione accurata della battaglia:
(Cesare, De bello Gallico, I, 25.)
Gli Elvezi si trovavano in grande difficoltà poiché il fitto lancio di pila romani, non solo aveva provocato numerose ferite tra le file della falange elvetica, ma perforando gli scudi e piegandosi le punte dei giavellotti, li rendevano inservibili, tanto che molti preferirono abbandonare lo scudo e lanciarsi nella mischia, senza difesa. Alla fine a causa delle troppe ferite subite molti furono costretti a indietreggiare e a ritirarsi su una collina lì vicina.

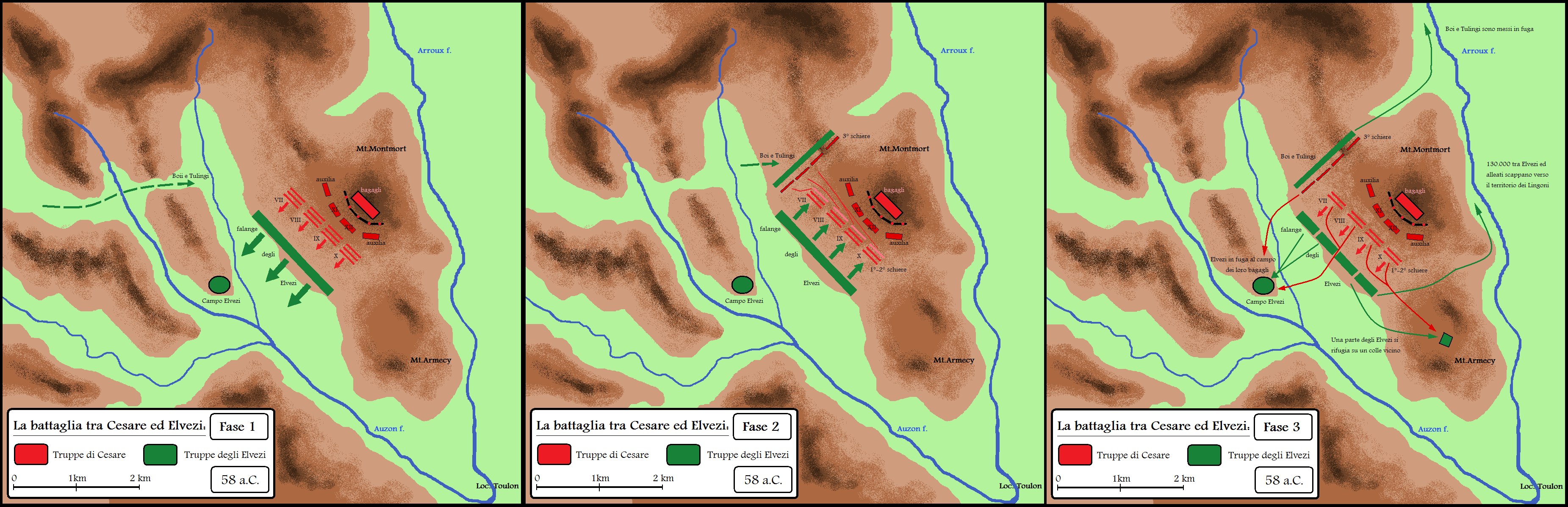
Le tre fasi della battaglia tra Gaio Giulio Cesare e gli Elvezi a sud di Bibracte.

### Seconda fase
Gli Elvezi occupata una collina lì vicina, videro sopraggiungere sul teatro della battaglia gli alleati Boi e Tulingi (in numero di 15 000 armati), i quali costituivano le retrovie dell'enorme schieramento. Questi ultimi mossero contro i Romani lungo il fianco destro, circondandoli, con la conseguenza di rinfrancare il morale degli Elvezi che ancora si stavano ritirando, e che, pertanto, ripreso il morale, tornarono a contrattaccare i Romani. Poteva essere la mossa finale che avrebbe deciso la battaglia, e forse la sconfitta di Cesare, ma quest'ultimo con mossa geniale, al fine di evitare di essere stritolato in una "manovra a tenaglia", ordinò ai Romani di:
(Cesare, De bello Gallico, I, 25, 7.)

### Terza fase
Si tornò a combattere su due fronti con grande accanimento e rinnovato ardore da parte degli Elvezi, che erano in netta superiorità numerica. Ma ancora una volta non riuscendo a sostenere gli assalti dei Romani, cominciarono ad indietreggiare. Una parte di loro tornò a rifugiarsi sopra una collina lì vicina, identificabile con Armecy, altri si raccolsero presso i carri ed i bagagli e qui lottarono disperatamente. Si combatté fino a tarda notte di fronte ai bagagli degli Elvezi. Qui era stata formata una barricata con i carri, da dove erano scagliati dardi da una posizione più elevata, sui Romani che tentavano di avvicinarsi per porre fine alle loro ultime resistenze. Finalmente i Romani si impadronirono del campo dei nemici con grande strage degli stessi. La battaglia, che era cominciata attorno a mezzogiorno, giunta la notte, permise anche ad una parte degli Elvezi di fuggire nell'oscurità verso il paese dei Lingoni, senza che i Romani potessero accorgersene. Ne sopravvissero in tutto "solo" 130 000 dei 368 000 che avevano preso parte alla campagna iniziale.
Cesare, una volta seppelliti i morti e curati i feriti, inviò ai Lingoni degli ambasciatori affinché non fornissero agli Elvezi alcun aiuto, in caso contrario sarebbero stati considerati nemici del popolo romano. Riprese, infine la marcia, all'inseguimento degli stessi, fino a quando gli Elvezi, spinti dalla mancanza di ogni cosa, mandarono a Cesare degli ambasciatori per trattare la resa.

## Conclusioni
Cesare accettò la resa degli Elvezi a condizione che gli lasciassero ostaggi, armi, gli schiavi che erano fuggiti da loro e che tornassero nei loro luoghi d'origine insieme agli alleati Tulingi e Latovici, ordinando agli Allobrogi di fornire loro frumento sufficiente per il viaggio.
(Cesare, De bello Gallico, I, 28.)
La battaglia segnò l'inizio vittorioso della conquista della Gallia e provocò fortissime perdite (più di 100 000 uomini) nel campo elvetico. Le sei legioni romane che si scontrarono a 25 km a sud di Bibracte con i 60 000 armati elvetici ed i 15 000 tra Boi e Tulingi erano la VII, VIII, IX, X, XI, XII che assommavano, secondo alcuni calcoli, circa 25 000 legionari e 4-5 000 cavalieri ausiliari tra provinciali ed edui (nella maggior parte).
Bibracte, che era stata scelta come capitale per la sua posizione geografica nel centro della Gallia, fu successivamente abbandonata intorno al 5 a.C. dagli abitanti, che fondarono per volere di Augusto una nuova città poco distante (a circa 25 km), Augustodunum, l'odierna Autun.

### Fonti primarie
- Gaio Giulio Cesare, Commentarii de bello Gallico;
- Cassio Dione, Storia di Roma, libri XXXVIII-XL;
- Plutarco, Vita di Cesare;
- Gaio Svetonio Tranquillo, Vite dei Cesari, libro I;

### Fonti secondarie
- Renato Agazzi, Giulio Cesare stratega in Gallia, Pavia, Iuculano, 2006, ISBN 88-7072-742-4.
- M. Cary, H. H. Scullard, Storia di Roma, vol. II, 2ª ed., Bologna, il Mulino, 1988, ISBN 88-15-02021-7.
- J. Carcopino, Giulio Cesare, traduzione di Anna Rosso Cattabiani, Rusconi Libri, 1993, ISBN 88-18-18195-5.
- M. Jehne, Giulio Cesare, traduzione di Alessandro Cristofori, il Mulino, 1999.
- E. Horst, Cesare, edizione italiana a cura di Augusto Guida, Rcs Libri, 2000.
- Luciano Canfora, Giulio Cesare. Il dittatore democratico, Laterza, 1999, ISBN 88-420-5739-8.
- André Piganiol, Le conquiste dei Romani, Milano, 1989, ISBN 88-04-32321-3.
- Theodore Ayrault Dodge, Caesar, New York, 1989-1997, ISBN 0-306-80787-4.
- Peter Berresford Ellis, L'impero dei Celti, Casale Monferrato, 1998, ISBN 88-384-4008-5.
- Sheppard Frere, Britannia, cap. 2, Londra, 1998, ISBN 0-7126-5027-X.
- Andrea Frediani, Le grandi battaglie di Giulio Cesare, Roma, 2003, ISBN 88-8289-941-1.
- Theodor Mommsen, Storia di Roma antica, vol. V/1, Firenze, 1973.
- Lawrende Keppie, The making of the roman army, cap. 3, Oklahoma, 1998, ISBN 0-8061-3014-8.
- Adrian Keith Goldsworthy, The roman army at war - 100 BC/AD 200, Oxford, 1998, ISBN 0-19-815090-3.
- Erik Abranson e Jean-Paul Colbus, La vita dei legionari ai tempi della guerra di Gallia, Milano, 1979.